# Opius turiddui
Opius turiddui är en stekelart som beskrevs av Fischer 1974. Opius turiddui ingår i släktet Opius och familjen bracksteklar. Inga underarter finns listade i Catalogue of Life.